# Nuit debout

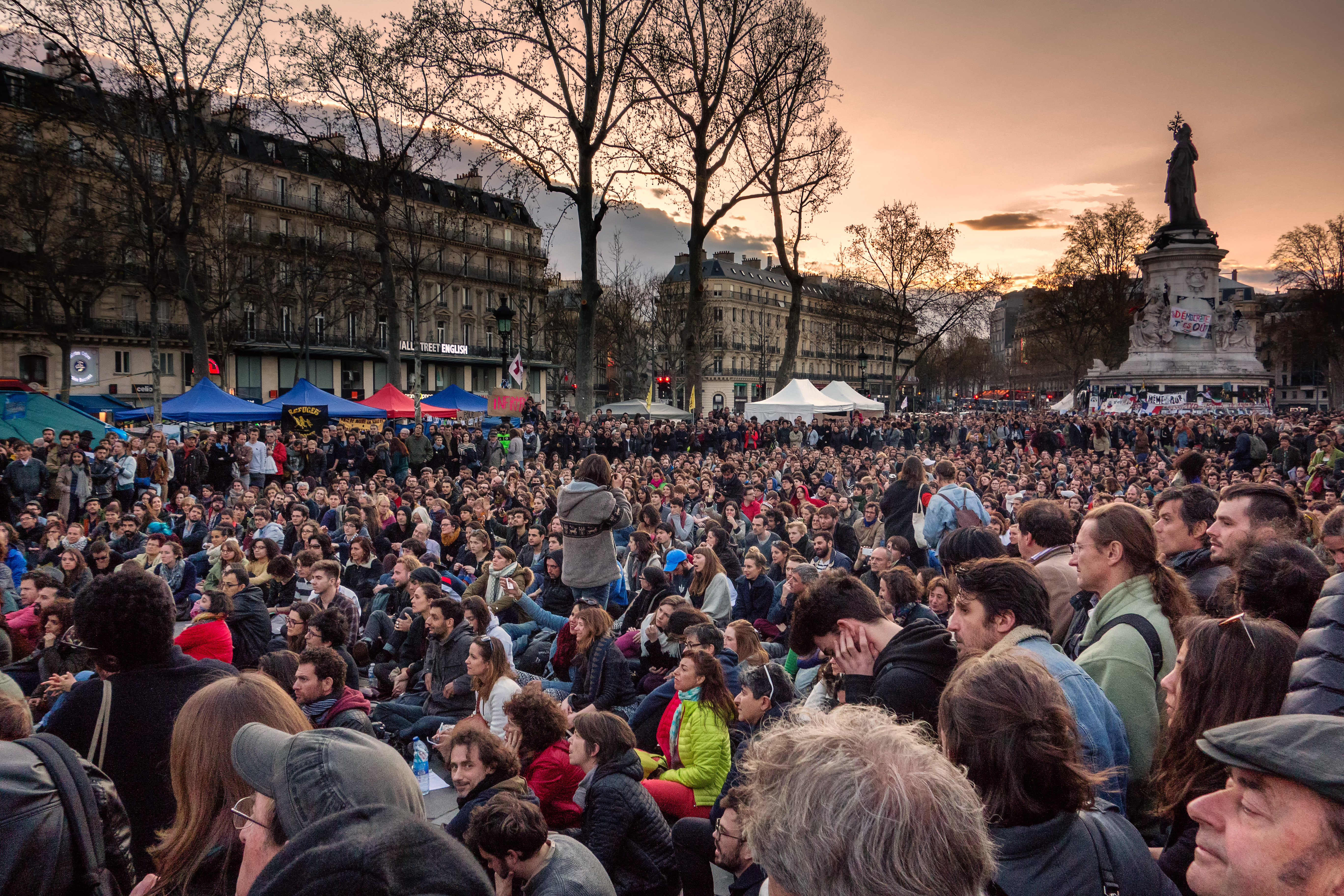
Asamblea general de la Nuit debout en la plaza de la République, el 10 de abril de 2016

Nuit debout (literalmente, «noche en pie» en francés, AFI: [nɥi də.bu]) es un movimiento social francés surgido en la Plaza de la República de París el 31 de marzo de 2016 como parte del movimiento contra la Ley del Trabajo —loi travail—, y extendido a otras ciudades francesas.
Este movimiento, informal y «sin etiquetas», se propone construir una «convergencia de las luchas». Organizado en comisiones (coordinación, logística, recepción y serenidad, comunicación, etc.), las tomas de decisiones se hacen por consenso en asambleas generales.
Estas ocupaciones de lugares públicos recuerdan a las que protagonizaron a partir de 2011 los Indignados en la Puerta del Sol de Madrid, la Generación de los 700 euros en la Plaza Síntagma de Atenas o el movimiento Occupy en Estados Unidos.

## Desarrollo

### Contexto
El 17 de marzo de 2016, entre 69 000 y 150 000 personas se manifestaron en Francia convocadas por organizaciones juveniles para protestar contra la «Ley del Trabajo», proyecto de ley presentado en 2016 por la ministra de Trabajo Myriam El Khomri del gobierno de  Manuel Valls. La contestación se magnificó el 31 de marzo de 2016: a la llamada de los sindicatos de asalariados y de las organizaciones juveniles, las manifestaciones reunieron entre 390 000 y 1,2 millones de personas.
Según el sociólogo belga especialista de los movimientos sociales, Geoffrey Pleyers, «Lo que distingue los movimientos sociales de otras movilizaciones es que se centran en otro proyecto de sociedad más que en una reivindicación específica. Desde las primeras convocatorias de universitarios y estudiantes de instituto [...], la «ley trabajo» aparecía como la oportunidad de manifestar su indignación más que su causa central. En las protestas, los manifestantes se dicen sobre todo «decepcionados por la izquierda». Es «contra la política del gobierno» y no en torno a este proyecto de ley en concreto que los panfletos de los colectivos estudiantiles llamaban a manifestarse el 9 de marzo».

### Origen
El origen del movimiento se remonta a una reunión organizada en la bolsa de trabajo de París el 23 de febrero de 2016 por François Ruffin, redactor jefe de la revista Fakir y realizador de la película Merci Patron !, cuyo objetivo era la lucha contra la oligarquía y la «convergencia de las luchas», nombre del comité de organización de la «Nuit debout». El contexto fue considerado favorable y se tomó la decisión de ocupar la Plaza de la República a la salida de la manifestación del 31 de marzo.
El colectivo «de pilotaje» estuvo formado por una quincena de personas, entre las cuales se encuentran Johanna Silva de la revista Fakir, el intermitente Loïc Canitrot de la compañía Jolie Môme, Leila Chaibi del Colectivo Jeudi Noir y afiliada del Partido de Izquierda (Parti de Gauche, PG), una sindicalista de Air France también afiliada al PG, un miembro de la asociación Las Engraineurs, un estudiante de Ciencias Políticas, el «economista aterrado» Thomas Coutrot y Nicolas Galepides de Sud-PTT.
El colectivo se opuso a establecer una plataforma reivindicativa pero denunció «reformas cada vez más retrógradas» e hizo un llamamiento para construir un proyecto político ambicioso, progresista y emancipador». Una campaña en línea recolectó 3000 euros. La asociación Droit au logement («Derecho a la Vivienda») ofreció su ayuda, sobre todo jurídica y práctica, la organización Attac y la unión sindical Solidaires («Solidarios») se unieron también al colectivo, que no tardó en reconocerse «sobrepasado» por el éxito y la amplitud de la movilización y pasó el testigo a un movimiento horizontal y sin liderazgo.
Así nació el movimiento, presentado como ciudadano y pacífico, que ocupa la Plaza de la República en París. El economista Frédéric Lordon fue solicitado por el colectivo de iniciativa para abrir esta primera noche. Pronunció un discurso que incidió sobre todo en la convergencia de las luchas.

### Ocupaciones

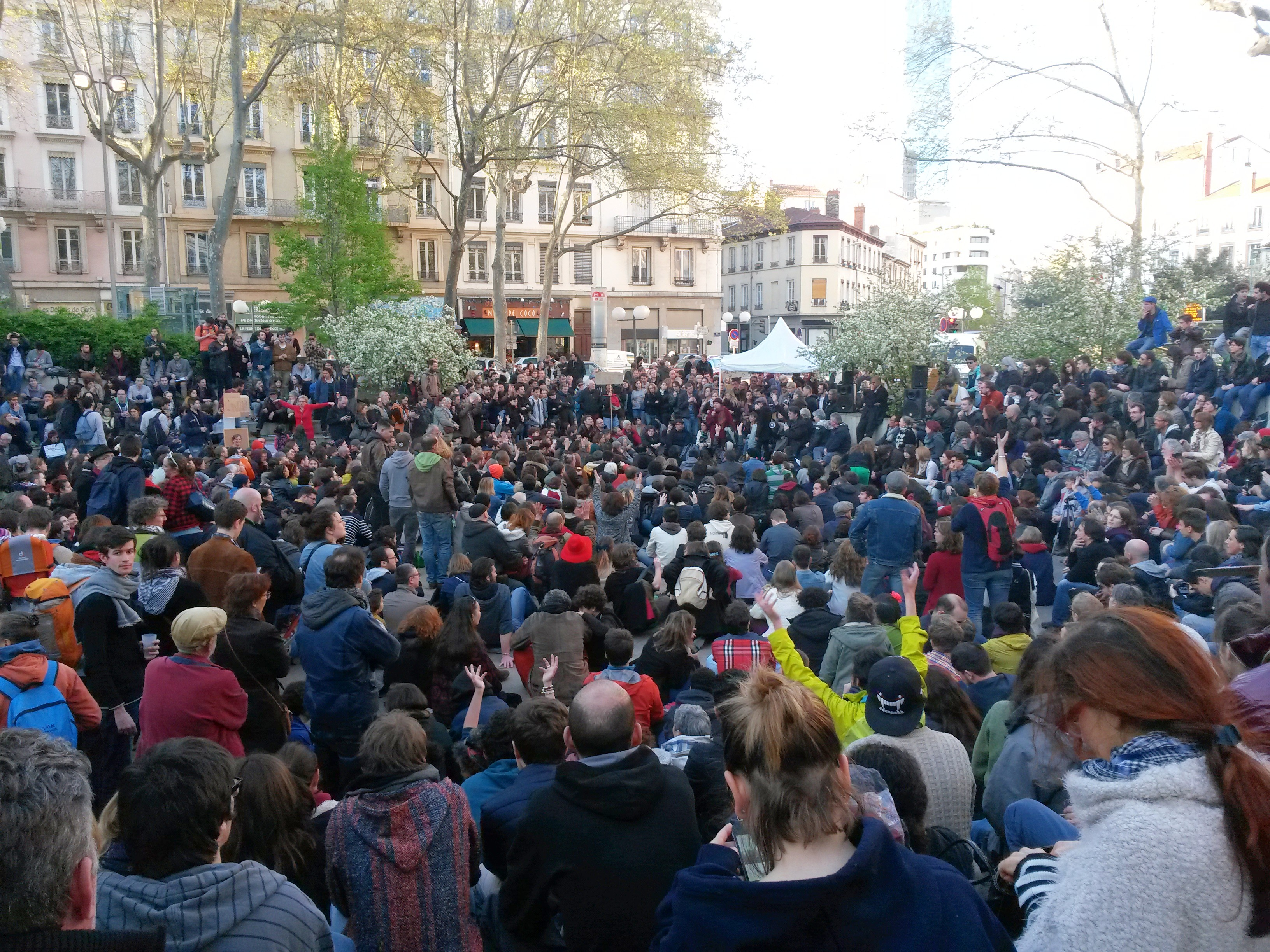
Asamblea general en Lyon, el 9 de abril de 2016, Plaza Guichard

El movimiento se prolongó las noches siguientes en París y se extendió a otras ciudades (hasta veinticinco el 4 de abril de 2016).
El movimiento sigue expandiéndose por Francia y otros países de Europa a principios de abril. El 7 de abril, 30 ciudades francesas, cuatro españolas, dos belgas (Bruselas y Lieja) y una alemana (Berlín) están implicadas.
Diferentes partidos políticos se han unido al movimiento, pero la recuperación política parece discreta. Un grupúsculo de extrema derecha, Égalité et Réconciliation («Igualdad y Reconciliación»), trató de infiltrarse en la asamblea general, pero fracasó.
Según el sociólogo Albert Ogien, acerca de la ocupación de lugares públicos, «esta forma de acción política de la concentración está resultado una forma reconocida, a partir de ahora tan utilizada como la huelga, la manifestación, el sit-in, el motín [...] Es una forma moderna de acción política, fuera de partidos, fuera de sindicatos, sin jefe, sin programa, que dice "discutimos entre ciudadanos sobre lo que hay que hacer", [...] y eso es sin duda nuevo en Francia».
El 8 de abril, por primera vez, el movimiento se exportó a la vez a los suburbios del extrarradio de París (las banlieues) - en Montreuil - y en ultramar - en Saint-Denis en la Isla de la Reunión. El periódico Ouest-France cuenta más de 50 ciudades implicadas en el movimiento, incluyendo tanto las iniciativas regulares como las irregulares.
El 8 de abril, la Comisión de la Acampada del movimiento local de París en la Plaza de la República mostró su voluntad «de asegurar una presencia permanente» y de poner en marcha un «espacio de acampada y descanso».
El 9 de abril, el movimiento se exportó a la capital portuguesa, Lisboa, y, simbólicamente, a la capital española, Madrid, punto de salida del Movimiento de los Indignados en 2011.

## Simbolismo
La noche que dio inicio al movimiento fue el 31 de marzo, y los días siguientes se numeraron como si también pertenecieran al mes de marzo: 32 de marzo, 33 de marzo, etc.

## Organización y actividades

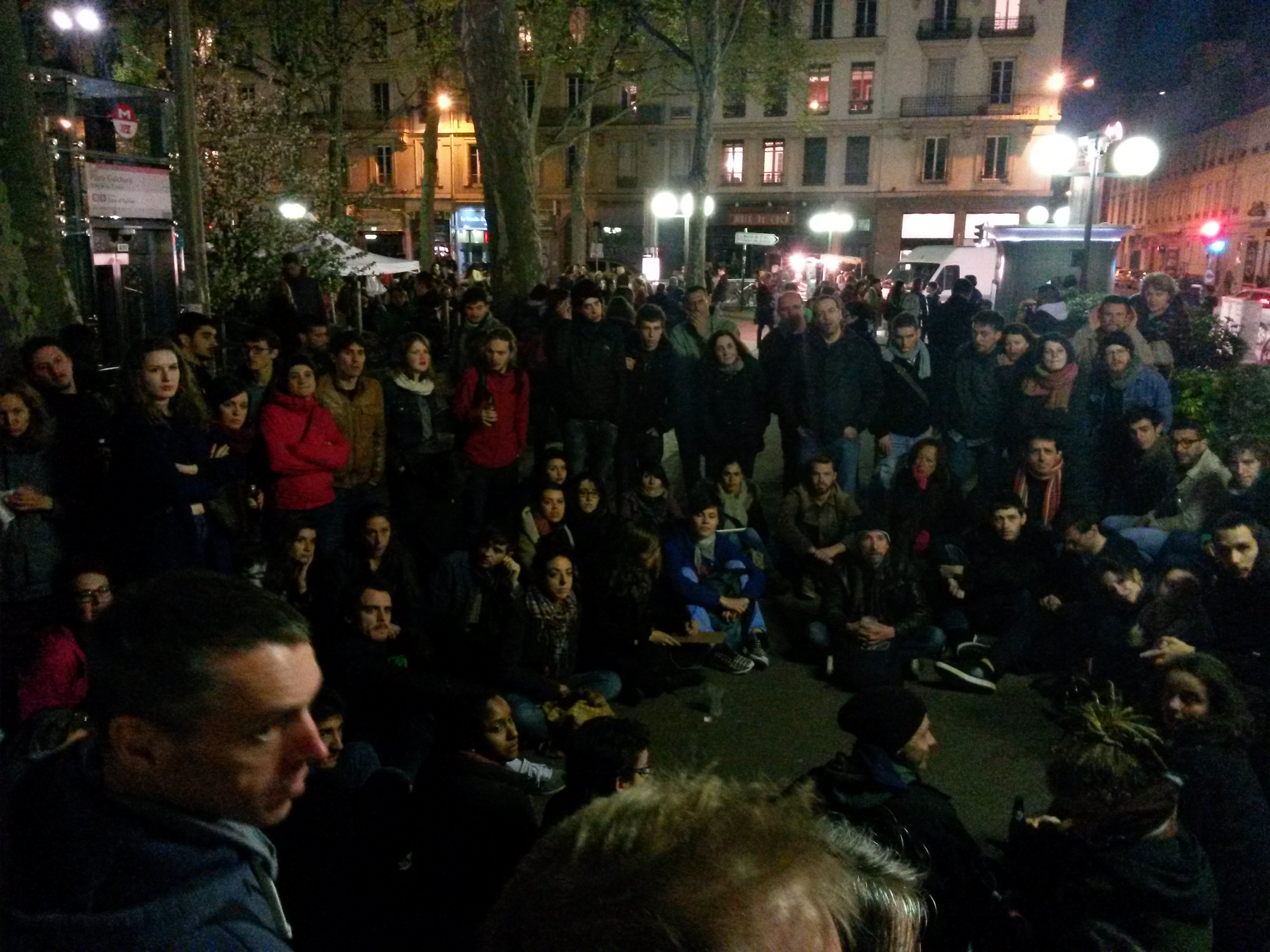
Taller de reflexión sobre la escritura de una nueva constitución, el 9 de abril de 2016, sobre la Plaza Guichard a Lyon.

Los ocupantes se organizan en distintas comisiones y realizan asambleas generales (o populares) donde todas las decisiones se votan según el principio de la democracia directa.
El movimiento no quiere tener líderes.
Con el tiempo, se organizaron distintas estructuras en París para prolongar la ocupación de la Plaza de la República el mayor tiempo posible: recepción, enfermería, cantina y limpieza.
Durante la cuarta noche consecutiva de movilización, los manifestantes de la Plaza de la República en París encontraron en Periscope, la aplicación de transmisión en directo de vídeos, un importante medio de difusión y comunicación. En su punto álgido, hasta 80 000 personas siguieron los acontecimientos.
Se organizan reuniones entre obreros, desempleados, universitarios o inmigrantes. Los debates de la asamblea general del movimiento se traducen simultáneamente a lengua de signos con el fin de que las personas con dificultades auditivas también puedan participar.

### Huelga general
En el marco de la movilización contra el proyecto de ley sobre el trabajo, Frédéric Lordon pidió al movimiento considerar la posibilidad de ampliar su campo de acción hasta la huelga general. Argumentó:

Si nuestro movimiento tiene de verdad ambiciones de esta amplitud, va a haber que dotarse de los medios adecuados. Y por mi parte, no veo más que uno : la huelga general.

Pero precisó:

Yo no hago un llamamiento, no tengo ni el poder ni la legitimidad para ello, pero expongo una condición. La condición de la vuelta atrás de la ley pero también del mundo El Khomri. Sabemos que las huelgas generales no se decretan con un chasquido de dedos pero tal vez podamos contribuir a ello.

### Mociones
Desde el inicio del movimiento se han sometido varias mociones a votación entre los participantes de las «asambleas generales» en la Plaza de la República en París.
- 1 de abril de 2016 (32 de marzo): proveerse de alimentos de otro modo aparte de los supermercados. Hacer contribuir a las asociaciones de mantenimiento de la agricultura campesina (AMAP en sus siglas francesas) y productores locales (adoptada); hacer de la Plaza de la República una base de acogida de los refugiados y residentes en viviendas precarias (adoptada); hacer un sistema de voto por sonido (rechazado).[24]
- 2 de abril (33 de marzo): las proposiciones se adoptan con un 80 % de votos a favor (adoptada), organizar una asamblea general todos los días en la Plaza de la República a las 18 horas (adoptada).[25]
- 5 de abril (36 de marzo): ocupación de la plaza también por la noche (adoptada), declaración a favor de la regularización de todos los sin papeles y condena de los casos de violencia policial (adoptada), adición de la lengua de signos en la constitución (adoptada), sacar la asamblea general a los suburbios una vez por semana (sin consenso), difusión de un comunicado de prensa escrito por la comisión de comunicación internacional (adoptada).[26][27]
- 6 de abril (37 de marzo): tras la tentativa de infiltración de militantes de extrema derecha el 3 de abril, la asamblea general examinó la cuestión «¿tenemos que prohibir la Plaza [de la República] a ciertas personas?». Después de un voto negativo, el debate se retomó y terminó con ausencia de consenso.[28]

## Reivindicaciones

### Motivaciones comunes
Según François Ruffin, «Nuit Debout no es un movimiento espontáneo, ha hecho falta organizarlo. [...] Se juntan montones de reivindicaciones sociales, ecologistas, anti-orden público... Todo sale del rechazo a la ley El Khomri. Es una oposición común y sólida pero hoy se tiene el sentimiento que se ha convertido casi en un pretexto. Lo que une a unos y a otros es la ausencia total de perspectiva política». Por otra parte, François Ruffin y Frédéric Lordon reclamaron la tarde del 9 de abril que la retirada del proyecto de ley se convirtiera en un objetivo claro del movimiento. Frédéric Lordon llegó a precisar «Si todo empieza en las plazas, nada termina. Hay que acordarse de lo que nos ha echado a las calles en primera instancia, que es la ley El Khomri» y que Nuit Debout «tiene necesidad de objetivos y de victorias intermediarias».
Para Annick Cojean en Le Monde, el compromiso se sitúa a muy largo plazo y se da como objetivo el de reinventar la democracia.
Al inscribirse como una alternativa al sistema liberal, el movimiento quiere experimentar una democracia directa y participativa.
De manera general, el movimiento tiene reivindicaciones anticapitalistas, en el sentido más amplio del término.

### Movimiento heterogéneo
El movimiento se caracteriza por la convergencia de las luchas de grupos que tienen diferentes objetivos. En efecto, después de los incidentes y algunos enfrentamientos entre manifestantes y las CRS (fuerzas de seguridad) entre las barricadas levantadas en el barrio latino, la noche del 5 de abril de 2016, François Ruffin, como otros intervinientes, insistió en la necesidad de abrir el movimiento a todas las clases sociales y a las personas sin compromiso político, a descentralizarlo a los suburbios, con el fin de evitar una radicalización interna.
Diversas reivindicaciones están representadas así sin estar necesariamente compartidas por todos los participantes. Por ejemplo:
- Renta básica universal[32]
- Pleno empleo[32]
- Destrucción global de la economía capitalista[32]
- Mejor acceso a la agricultura biológica[20]
- Mayor reconocimiento de la comunidad LGBT[20]
- Democracia por sorteo[33]
- Bajada de los sueldos más altos[33]
- Mejor compromiso estatal con las escuelas de los suburbios, particularmente las del barrio Seine-Saint-Denis[11]
- Inscripción de la lengua de los signos como lengua oficial[11]

### Iconografía
- Martin Colombet, Hans Lucas (3 de abril de 2016). «Une nuit blanche avec les militants place de la République». Libération.fr (en francés).
- Martin Colombet, Albert Facelly, Ulrich Lebeuf (5 de abril de 2016). «Loi travail et Nuit Debout : une journée en images». Libération.fr.
- «Mouvement de libération graphique et artistique #NuitDebout». nuitdebout.tumblr.com (en francés). Archivado desde el original el 15 de abril de 2016. Consultado el 6 de abril de 2016.